# Al-Muktafi
Al-Muktafi, död 908, var abbasidernas 17:e kalif. Han var regerade kalif i Abbasidkalifatet mellan 902 och 908. 